# Coenyra corycia
Coenyra corycia är en fjärilsart som beskrevs av William Chapman Hewitson 1865. Coenyra corycia ingår i släktet Coenyra och familjen praktfjärilar. Inga underarter finns listade i Catalogue of Life.